# Elisa Molinari
Elisa Molinari és una física italiana de la Universitat de Mòdena i Reggio Emilia i membre associada del CNR a Itàlia, amb més de trenta anys d'experiència en la simulació de materials i nanosistemes, així com en les seves espectroscòpies. Els seus interessos de recerca se centren en la ciència computacional de materials i en les nanotecnologies. Molinari ha estat especialment activa en la teoria de les propietats fonamentals d'estructures de baixa dimensió, en la simulació de nanodispositius i en el desenvolupament de mètodes computacionals relacionats.

## Biografia
Des de l'any 2001, és Professora Titular de Física de la Matèria Condensada a la Universitat de Mòdena i Reggio Emilia (Departament de Física, Informàtica i Matemàtiques) a Itàlia. Des del 2015, exerceix com a Coordinadora de MaX – Materials design at the exascale, el Centre d’Excel·lència Europeu per a la simulació d’alt rendiment de la matèria. Anteriorment, va ocupar càrrecs de recerca al CNR a Roma i a l'Institut Max Planck a Stuttgart i Grenoble.
Molinari coordina projectes europeus i nacionals sobre propietats fonamentals i correlació en materials de baixa dimensió, així com enfocaments conjunts computacionals i experimentals en nano(bio)sistemes.
Molinari està involucrada en iniciatives dedicades a promoure la participació de les dones en la ciència: va cofundar l'"Associazione donne e scienza" a Itàlia, així com el Grup de Treball de la IUPAP sobre Dones en Física el 1999 i la sèrie de conferències internacionals associada.

## Reconeixements
Molinari va rebre el reconeixement de Fellow de l'American Physical Society, després d'haver estat nominada pel Forum on International Physics el 1999, per "la seva contribució a la teoria dels semiconductors i les seves interfícies, en particular, el seu treball fonamental sobre la interacció electró-electró i electró-fonó en nanostructures; i per la seva participació en la formació de joves teòrics de nombrosos països i en l'organització de conferències internacionals."

## Publicacions seleccionades
Molinari ha publicat més de 280 articles científics en prestigioses revistes internacionals.
- MAH Bertran et al., "Understanding the irreversible lithium loss in silicon anodes using multi-edge X-ray scattering analysis", arXiv e-prints, arXiv: 2410.05794 (2024)
- Sun et al, "Evidence for equilibrium exciton condensation in monolayer WTe2", Nature Physics 18, 94 (2022).
- Ataei et al, "Evidence of ideal excitonic insulator in bulk MoS2 under pressure", Proc Natl Acad Sci USA, 118, e2010110118 (2021).
- D. Varsano et al, "A monolayer transition-metal dichalcogenide as a topological excitonic insulator", Nature Nanotechnology 15, 367 (2020)
- P. D'Amico et al, "Intrinsic edge excitons in two-dimensional MoS2", Phys. Rev. B 101, 161410 (2020)
- M.O. Atambo et al, "Electronic and optical properties of doped TiO2 by many-body perturbation theory", Phys. Rev. Materials 3, 045401 (2019)
- A. Portone et al, "Tailoring optical properties and stimulated emission in nanostructured polythiophene", Scientific Reports 9, 7370 (2019)
- J.O. Island et al, "Interaction-Driven Giant Orbital Magnetic Moments in Carbon Nanotubes", Phys. Rev. Letters 121, 127704 (2018)
- D. Varsano et al, "Carbon nanotubes as excitonic insulators", Nature Comm. 8, 1461 (2017)
- A. De Sio et al, "Tracking the coherent generation of polaron pairs in conjugated polymers", Nature Comm. 7, 13742 (2016)
- L. Bursi et al, "Quantifying the Plasmonic Character of Optical Excitations in Nanostructures", ACS Photonics 3, 520 (2016)
- G. Soavi et al "Exciton-exciton annihilation and biexciton stimulated emission in graphene nanoribbons", Nature Comm.7, 11010 (2016)
- S. Falke et al, "Coherent ultrafast charge transfer in an organic photovoltaic blend", Science 344, 1001 (2014)
- R. Denk et al, "Exciton Dominated Optical Response of Ultra-Narrow Graphene Nanoribbons", Nature Comm 5, 4253 (2014)
- C. A. Rozzi et al, "Quantum coherence controls the charge separation in a prototypical artificial light-harvesting system", Nature Comm 4, 1602 (2013)
- P. Ruffieux et al, "Electronic Structure of Atomically Precise Graphene Nanoribbons", ACS Nano 6, 6930 (2012)
- S. Kalliakos et al, "A molecular state of correlated electrons in a quantum dot", Nature Physics 4, 467 - 471 (2008)
- D. Prezzi et al, "Optical properties of graphene nanoribbons: The role of many-body effects", Phys Rev B77, 041404 (2008)
- A. Ferretti et al, "Mixing of electronic states in pentacene adsorption on copper", Phys Rev Lett 99, 046802 (2007)
- J. Maultzsch et al, "Exciton binding energies in carbon nanotubes from two-photon photoluminescence", Phys Rev B 72, 241402 (2005)
- A. Ferretti et al, "First-principles theory of correlated transport through nanojunctions", Phys Rev Lett 94, 116802 (2005)